# Eknomiaster
Genre
Eknomiaster est un genre d'étoiles de mer de la famille des Goniasteridae.

## Description et caractéristiques
Comme certaines autres goniasteridées, ces étoiles sont pentagonales et aplaties, ce qui les fait souvent appeler « étoiles-biscuits ».

## Liste d'espèces
Selon World Register of Marine Species (10 janvier 2019) :
- Eknomiaster beccae Mah, 2007 -- Nouvelle-Calédonie
- Eknomiaster horologium Mah, 2018 -- Océan indien
- Eknomiaster macauleyensis HES Clark in HES Clark & D.G. McKnight, 2001 -- Nouvelle-Zélande

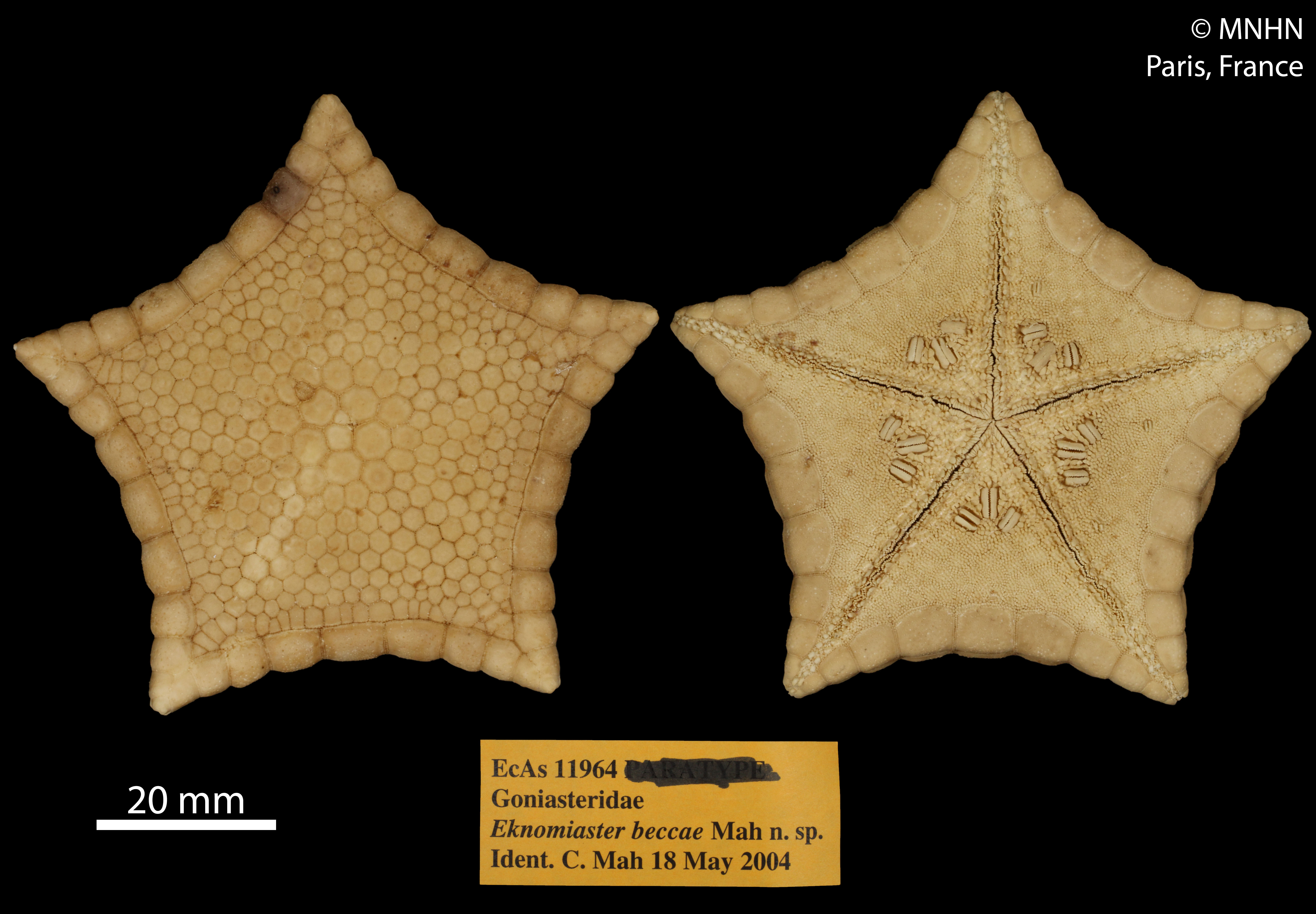
Eknomiaster beccae
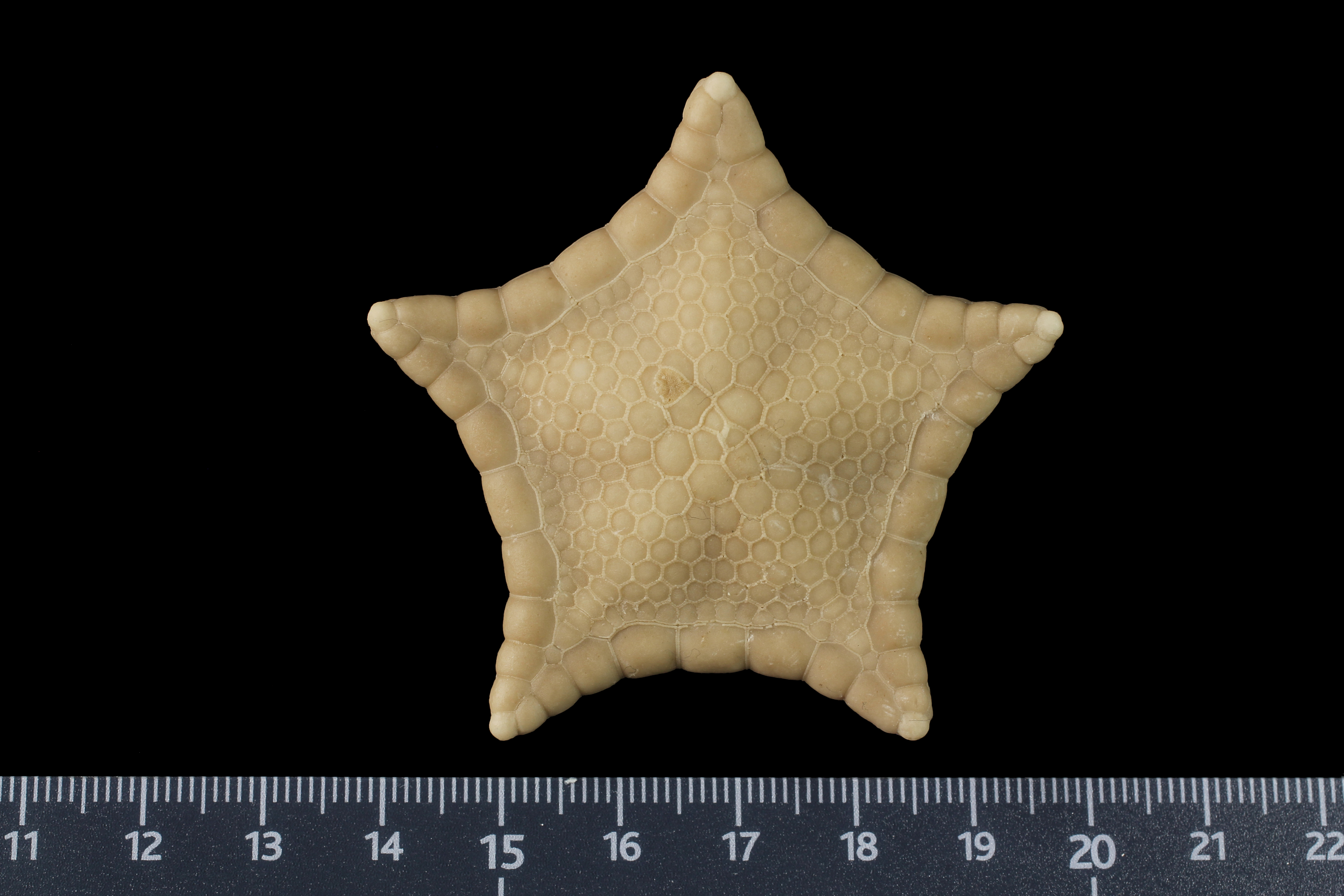
Eknomiaster horologium